# Salvator Rosa
Salvatore (o Salvator) Rosa (Nàpols, 22 de juliol de 1615 – Roma, 15 de desembre de 1673) fou un pintor, poeta, actor, músic i gravador italià, actiu a Nàpols, Roma i Florència, i un dels més destacats del segle xvii. És conegut com un pintor "poc ortodox i extravagant" i com un "rebel perpetu" proto-romàntic. La seua vida i escrits foren iguals d'acolorits.

## Biografia
Va nàixer a Arenella, als afores de Nàpols, el 20 de juny o el 21 de juliol de 1615. Son pare, Vito Antonio de Rosa, un agrimensor, volia que el seu fill fóra advocat o capellà, per això el va ingressar al convent de la congregació dels Somaschi. Així i tot Salvator preferia les arts, i treballà en secret amb el seu oncle matern Paolo Greco per a aprendre a pintar, i ben aviat passà a aprendre amb el seu propi cunyat Francesco Francanzano, deixeble Ribera, i més tard també amb Aniello Falcone, qui l'inicià en la pintura de batalles i paisatges. Igualment freqüenta el taller de Domenico Gargiulo. Algunes fonts els fan vivint amb bandits. Amb disset any va perdre a son pare i la seua mare quedà al càrrec de cinc nens, trobant-se aleshores Rosa sense suport econòmic.

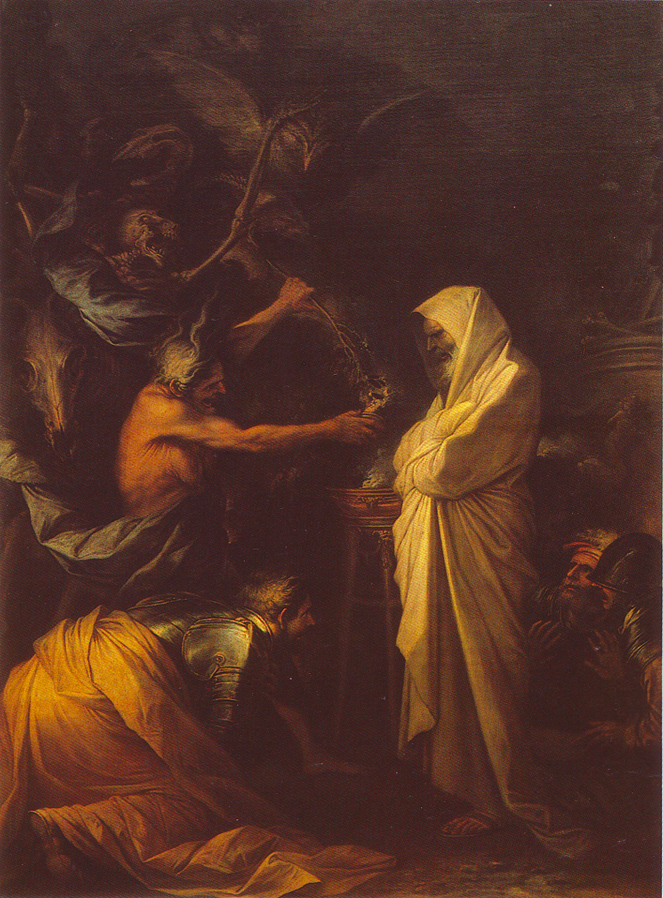
Aparició de l'esperit de Samuel a Saül, 1668, Louvre

Va continuar el seu aprenentatge amb Falcone, ajudant-lo a acabar el seu llenços de batalles. En aquest estudi es diu que el va veure Lanfranco i li va cridar l'atenció, aconsellant-li que es traslladara a Roma, on estigué entre 1634 i 1636. Sembla que va emmalaltir de la malària i va tornar a Nàpols. Ací va començar a pintar paisatges de caça, amb una vegetació exuberant, platges, muntanyes i coves. Es pot considerar a Rosa com un dels primers a pintar paisatges romàntics, amb un talent especial per allò pintoresc i l'anècdota, amb escenes turbulentes, amb pastors, bandolers, mariners, soldats, etc. Aquestos paisatges es venien barats a través de marxants privats.
Va tornar a Roma entre 1638-39, on el va allotjar el cardenal Francesco Maria Brancaccio, bisbe de Viterbo. Rosa pintà per a l'església de Santa Maria della Morte de Viterbo un dels pocs altars que va fer, amb una Incredulitat de sant Tomàs.
A banda de la seua faceta com a pintor, Salvator Rosa va practicar altres arts com la música, la poesia, l'escriptura, l'aiguafort i també va ser actor. A Roma va fer amistat amb Pietro Testa i Claude Lorrain. Durant una obra de teatre del carnestoltes romà, que ell mateix va escriure i on també actuava emmascarat, el seu personatge es burlava de les prescripcions distribuïdes a Roma sobre les malalties del cos i, sobretot, per a les mentals. També disfressat, va carregar contra les comèdies absurdes que es feien al Trastevere sota la direcció de Bernini.
Encara que les seues obres de teatre eren exitoses, provocaren que es guanyara enemics poderosos entre mecenes i altres artistes, incloent Bernini. Cap finals de 1639 hagué de traslladar-se a Florència, suposadament a causa d'un pamflet difamatori contra Bernini, s'hi quedà vuit anys. Havia estat en part convidat pel cardenal Giancarlo de Medici. Una vegada allí, Rosa va patrocinar una combinació d'un estudi i saló de poetes, dramaturgs, i pintors --l'anomenada Accademia dei Percossi ("Acadèmia dels Afligits"). Va presentar al rígid medi artístic florentí els seus paisatges feréstecs, i encara que fou influent, no va guanyar molts deixebles veritables. Un altre pintor poeta, Lorenzo Lippi, compartia l'hospitalitat del cardenal i el mateix cercle d'amics que Rosa. Lippi el va animar a continuar amb el poema Il Malmantile Racquistato. També es relacionà amb Ugo i Giulio Maffei, i s'allotjà amb ells a Volterra, on va escriure les quatre sàtires Música, Poesia, Pintura i Guerra. Per la mateixa època va pintar el seu propi retrat, ara en la Galeria Nacional de Londres.
El 1646 va tornar a Nàpols, i sembla que simpatitzà amb la inssurrecció de Masaniello, suggerit en una de les seues sàtires, encara que la seua participació en la revolta és dubtosa. S'ha dit que Rosa, amb altres pintors (Coppola, Paolo Porpora, Domenico Gargiulo, Pietro dal Po, Marzio Masturzo, els dos Vaccari i Cadogna) i tots sota el comandament d'Aniello Falcone, formaren l'anomenada Compagnia della Morte. La seua activitat era la de "caçar" espanyols pels carrers, sense respectar aquells que havien buscat un refugi religiós. Pintà un retrat de Masaniello, probablement més de memòria que del natural. Quan Joan Josep d'Àustria s'acostà a la ciutat, la "Compagnia" es va dissoldre.
Altres fonts indiquen que va escapar d'allí i s'uní a una banda de roders dels Abruços. Malgrat aquest accident ocorreix al mateix temps que altres dates conegudes de la seua trajectòria, el 1846 es va produir a Londres un famós ballet romàntic sobre aquesta història, titulat Catarina, pel coreògraf Jules Perrot i el compositor Cesare Pugni).
Finalment va tornar a Roma en 1649. Ací va pintar alguns temes importants, cosa que mostra un canvi de mentalitat, ja que va passar del paisatge a la història: Demòcrit entre tombes, La mort de Sòcrates, Regulus in the Spiked Cask (aquestos dos estan ara a Anglaterra), Justice Quitting the Earth i la Roda de la Fortuna. Aquesta última obra satírica va aixecar una bastant controvèrsia. Rosa, buscant el perdó, va publicar una descripció del seu significat però tot i així quasi fou arrestat. Va ser per aquesta època que Rosa va escriure la seua sàtira Babilonia, on identificava aquesta amb la ciutat de Roma.

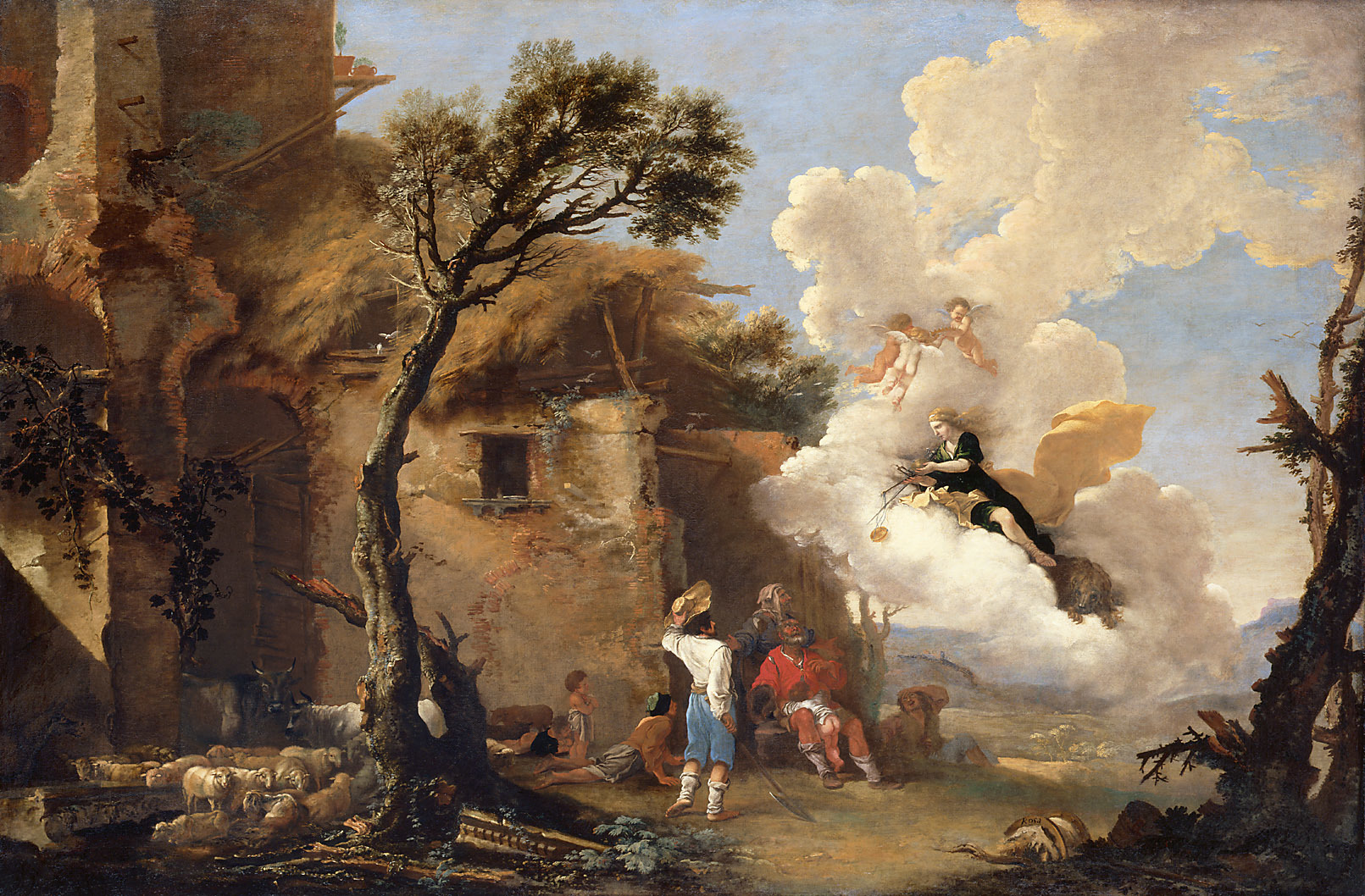
Paisatge de Salvator Rosa.

Entre les pintures dels seus últims anys estan una Batalla i un Saül i la bruixa d'Endor (potser el seu últim treball, ara al Louvre), pintat en 40 dies; Pitàgores i els pescadors, i el Jurament de Catilina (Palau Pitti).
Mentre estava treballant en unes sèries de retrats satírics, sèrie que acabaria amb un retrat d'ell mateix, Rosa va sofrir un edema. Va morir mig any després. En els seus últims moments es va casar amb una florentina anomenad Lucrezia, que li havia donat dos fills, un dels quals li va sobreviure. Està soterrat a l'església de Santa Maria degli Angeli e dei Martiri de Roma, on es col·locà un retrat seu. Salvator Rosa, després de les necessitats de la joventut, havia aconseguit guanyar una fortuna important.
Era un destacat aiguafortista, amb una sèrie molt popular i influent: les Figurine (c. 1656-57), sèries de petits gravats de soldats i una sèrie de temes més amplis i més ambiciosa.

## Llegat artístic
Rosa va ser indiscutiblement líder en la tendència artística entre el romàntic i el pintoresc. La influència del seu treball en les dècades, o fins i tot segles després, és una qüestió que roman oberta. Wittkower amb raó diu que és en els seus paisatges, i no els seus quadres de drames històrics o religiosos, on Rosa expressa veritablement una nova i innata energia; potser s'hagen titllat com a frívols cappricci en comparació amb els seus altres temes, però aquests quadres convencionals i acadèmics contenien el seu esperit rebel. En general, en els seus paisatges va evitar els camps idíl·lics, en calma i pastorals propis de Claude Lorrain i Paul Brill, i en va crear de malenconiosos, fantasiosos, plens de ruïnes i lladres. Influí en l'estil dels paisatges de Gaspar Dughet.
En una època en què els artistes estaven fortament condicionats pels seus patrons, Rosa va gaudir d'una bona dosi d'independència, que celebrava el paper especial de l'artista. La nostra riquesa ha de consistir en coses de l'esperit i en acontentar-nos amb beure, mentre que els altres s'engreixen de prosperitat. Es va negar a pintar per encàrrec o amb un preu prefixat, i escollia els seus propis temes. Va pintar per deixar-se emportar pels medis de l'entusiasme i utilitzar els meus pinzells només quan em sento embadalit. Aquest esperit tempestuós el va convertir en el favorit dels romàntics anglesos.
Àlbums amb els seus dibuixos van ser adquirits per Cristina de Suècia i incorporats a la col·lecció d'art de Cristina de Suècia quan aquesta es traslladà a viure a Roma, no estant clar si els va comprar en vida del pintor o bé als seus hereus. De fet, Cristina de Suècia ja coneixia prèviament l'obra de Rosa i l'havia convidat a Suècia en el 1652, però aquest declinà l'oferiment. Quan Cristina morí en el 1689, els seus hereus van vendre la seva col·lecció d'art al príncep Livio Odescalchi.

### Obres sobre Salvator Rosa

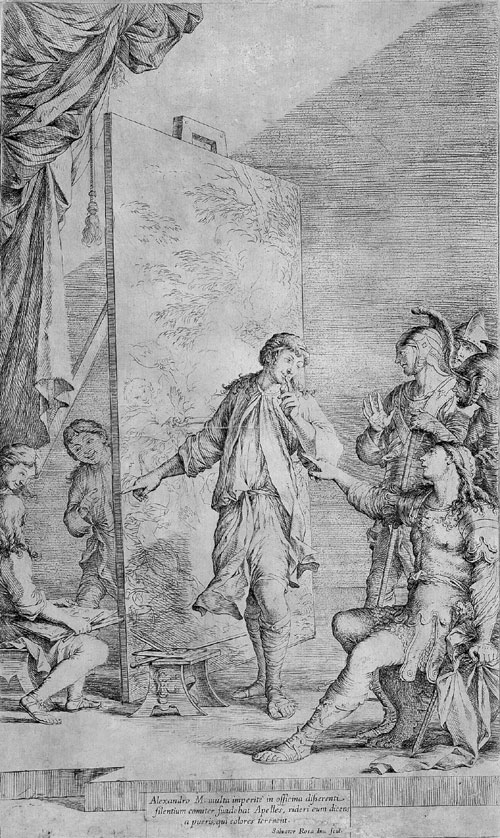
Alexandre el Gran a l'estudi d'Apel·les, aiguafort, c. 1662

Hi ha algunes biografies fictícies sobre Rosa:
- Domenico Passeri parla d'ell a Vite de Pittori.
- Salvini, Satire e Vita di Salvator Rosa.
- Baldinucci.
- Bernardo de' Dominici, Vita di Rosa (1742, Nàpols)
- A Anglaterra, Lady Morgan en A Life, i Albert Cotton en A Company of Death va romantitzar la seua vida.
- També és l'heroi fictici de la novel·la Signor Formica, 1819, coneguda també com a simplement Salvator Rosa, obra de E.T.A. Hoffmann.

## Música
- Salvatore Rosa és una òpera italiana del s. XIX, de A. Carlos Gomes, amb llibret d'Antonio Ghislanzoni, després de la novel·la Masaniello d'Eugene Mirecourt.
- Salvatore Rosa és una òpera italiana del s. XX, de J. Rastrelli.
- Catarina, és un ballet de 1846 del coreògraf Jules Perrot i del compositor Cesare Pugni produïda a Londres en el Her Majesty's Theatre, i inspirada per la suposada història de Rosa i la seua relació amb els bandolers dels Abruços.
- El compositor rus Eduard Sobolewski va compondre una òpera vers aquest personatge l'any 1848.